# Rudolf Firkušný

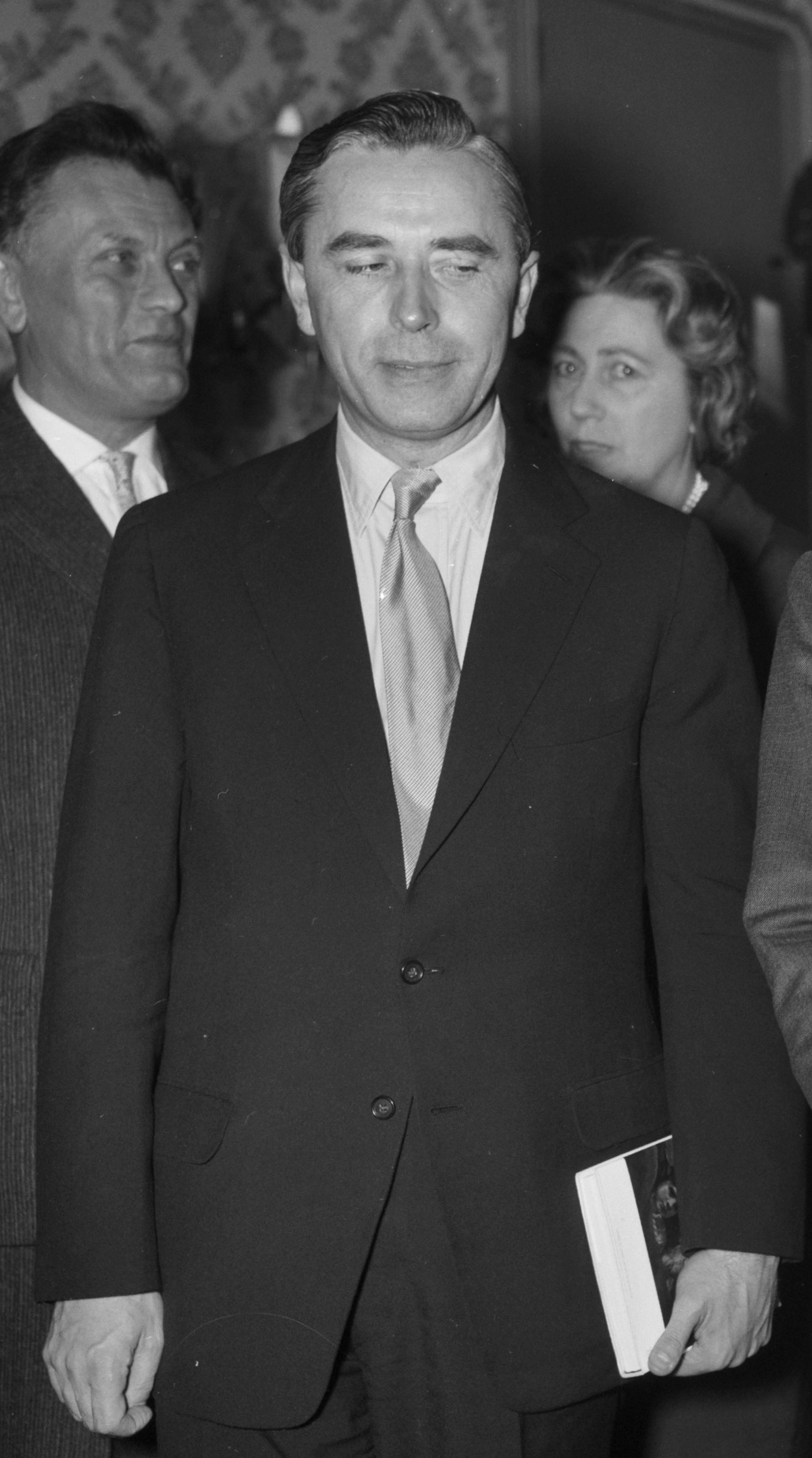
Rudolf Firkušný (1960)

Rudolf Firkušný (* 11. Februar 1912 in Napajedla, Mähren; † 19. Juli 1994 in Staatsburg, New York) war ein tschechischer Pianist.

## Leben und Wirken
Firkušný war bereits ab 1919 ein Schüler von Leoš Janáček und trat im Alter von acht Jahren in Prag auf, mit zehn Jahren spielte er Mozarts Krönungskonzert mit den Prager Philharmonikern.
Nach Klavierstudien bei Růžena Kurzová am Konservatorium Brünn bis 1927 studierte er von 1929 bis 1931 am Prager Konservatorium Komposition bei Rudolf Karel und Josef Suk sowie Klavier bei Vilém Kurz.
1931 traf er erstmals Bohuslav Martinů. Seine Freundschaft zu diesem Musiker hatte auch nach dem Verlassen seiner Heimat 1939 nach dem deutschen Einmarsch in die Tschechoslowakei Bestand. Er lebte viele Jahre in Frankreich (Paris, Aix-en-Provence, Marseille) und in den USA. 1948 verließ er die Tschechoslowakei erneut und übersiedelte in die USA. 1971 lebte er in Luzern und unterrichtete Viera Janárčeková. In den Vereinigten Staaten wirkte er am Berkshire Music Center in Tanglewood und lehrte an der Juilliard School.
Nach über 40 Jahren Exil kehrte er 1990 erstmals mit einer Tournee in seine Heimat zurück und trat u. a. beim Festival Prager Frühling auf.
Rudolf Firkušný setzte sich neben dem klassisch-romantischen Repertoire auch für Komponisten des 20. Jahrhunderts ein und war Solist bei etlichen Uraufführungen von Martinů, Gian Carlo Menotti, Samuel Barber, Alberto Ginastera und Howard Hanson. Er galt zudem als profilierter Janáček-Interpret, dessen Gesamtwerk für Klavier er mehrfach einspielte. Unter anderem hierfür und für die Einspielung von Werken Bohuslav Martinůs wurde er insgesamt sieben Mal für den Grammy Award nominiert.
Nach ihm benannt ist das 2013 gegründete Rudolf Firkušný Piano Festival.

## Schüler
- Viera Janárčeková